# European Film Award du meilleur monteur
Le Prix du cinéma européen du meilleur monteur (European Film Award for Best Editor) est une récompense cinématographique décernée depuis 1991 par l'Académie européenne du cinéma lors de la cérémonie annuelle des Prix du cinéma européen.

## Palmarès

### Années 1990
- 1991 : Giancarla Simoncelli (Ultrà)
- 1992 : Nelly Quettier (Les Amants du Pont-Neuf)
- 1993–2004 : prix non attribué

### Années 2000
- 2005 : Michael Hudecek et Nadine Muse (Caché/Hidden)
  - Hervé Schneid – Un long dimanche de fiançailles
- 2006–2009 : prix non attribué

### Années 2010
- 2010 : Luc Barnier et Marion Monnier pour Carlos
  - Arik Lahav-Leibovich pour Lebanon
  - Hervé de Luze pour The Ghost Writer

- 2011 : Tariq Anwar pour Le Discours d'un roi (The King's Speech)
  - Mathilde Bonnefoy pour Trois (Drei)
  - Molly Malene Stensgaard pour Melancholia

- 2012 : Joe Walker pour Shame
  - Janus Billeskov Jansen et Anne Østerud pour La Chasse (Jagten)
  - Roberto Perpignani pour César doit mourir (Cesare deve morire)

- 2013 : Cristiano Travaglioli pour La grande bellezza

- 2014[1] : Justine Wright pour Locke
- 2015 : Jacek Drosio pour Cialo
- 2016 : Anne Østerud, Janus Billeskov Jansen pour La Communauté

- 2017 : Robin Campillo pour 120 battements par minute

- 2018 : Jarosław Kamiński pour Cold War (Zimna wojna)

- 2019 : Yorgos Mavropsaridis pour La Favorite (The Favourite)

### Années 2020
- 2020 : Maria Fantastica Valmori pour Once More Unto the Breach (Il Varco)  Italie
- 2021 : Mukharam Kabulova pour Les Poings desserrés
- 2022 : Özcan Vardar et Eytan İpeker pour Burning Days
- 2023 : Laurent Sénéchal pour Anatomie d'une chute
- 2024 : Juliette Welfling pour Emilia Pérez